# Корякская Сопка
Коря́кская (Коря́цкая) Со́пка или Коря́кский — действующий вулкан на Камчатке, в 35 км к северу от Петропавловска-Камчатского. Относится к стратовулканам.

## География и история
По мнению ученых, вулкан начал формироваться в верхнем плейстоцене. Сперва была сформирована базальтовая постройка до высоты 2,5 км. Затем в конце верхнего плейстоцена формировались базальто-андезитовая и андезитовая постройка современного вулкана. Последние лавовые потоки были представлены оливиновыми базальтами, и у юго-западного подножья сформировались огромные лавовые поля.
Абсолютная высота — 3456 метров над уровнем моря (по другому источнику — 3430 м), относительная — 2 300 м с севера, 3 300 м с юга. Вершина — правильно срезанный ребристый конус. Западная часть вершины характеризуется остатками кратера чашеобразной формы диаметром 180—200 м с остатками бортов (кромок) высотой 20—30 м. Конус сложен базальтовым и андезитовыми шлаками, лавами и пеплом; некоторые лавовые потоки залили близлежащие долины.
Склоны вулкана крутые, в верхней части угол наклона достигает 35 градусов, в нижней 15—20 градусов. Нижние склоны вулкана покрыты лесами из кедрового стланика и каменной берёзы, в верхней части — ледники и снежники.

## Активность вулкана
Наиболее крупные известные извержения — 1895—1896, 1956—1957. По данным геологических исследований, крупные извержения также имели место около 5500 до н. э., 1950 до н. э. и 1550 до н. э.
В 1996 году вулкан был внесён в список из 16 вулканов, изучаемых Международной ассоциацией вулканологии и химии земных недр.
В конце октября 2008 года на западном склоне вулкана отмечен выход фумаролы. Событие осталось почти не отмеченным не только центральными СМИ, но и местными жителями.
25 декабря 2008 года извержение перешло в активную фазу. 29 декабря из Петропавловска-Камчатского, Елизова, Вилючинска, а также из близлежащих поселений стал виден мощный выброс пепла на западном склоне вулкана. Дымовой шлейф от его кратера растянулся почти на 100 километров.

## Фотогалерея

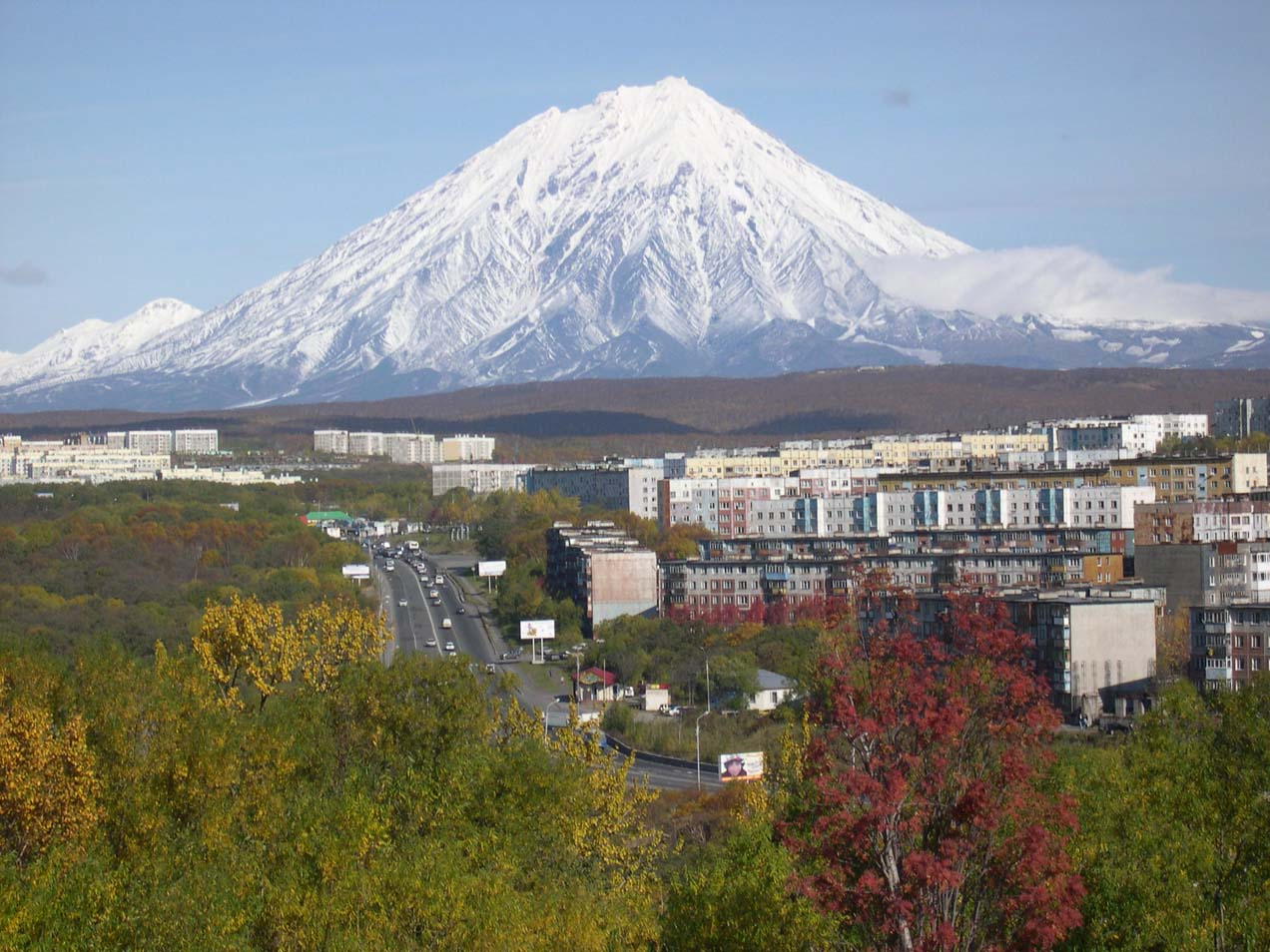
Город Петропавловск-Камчатский на фоне сопки
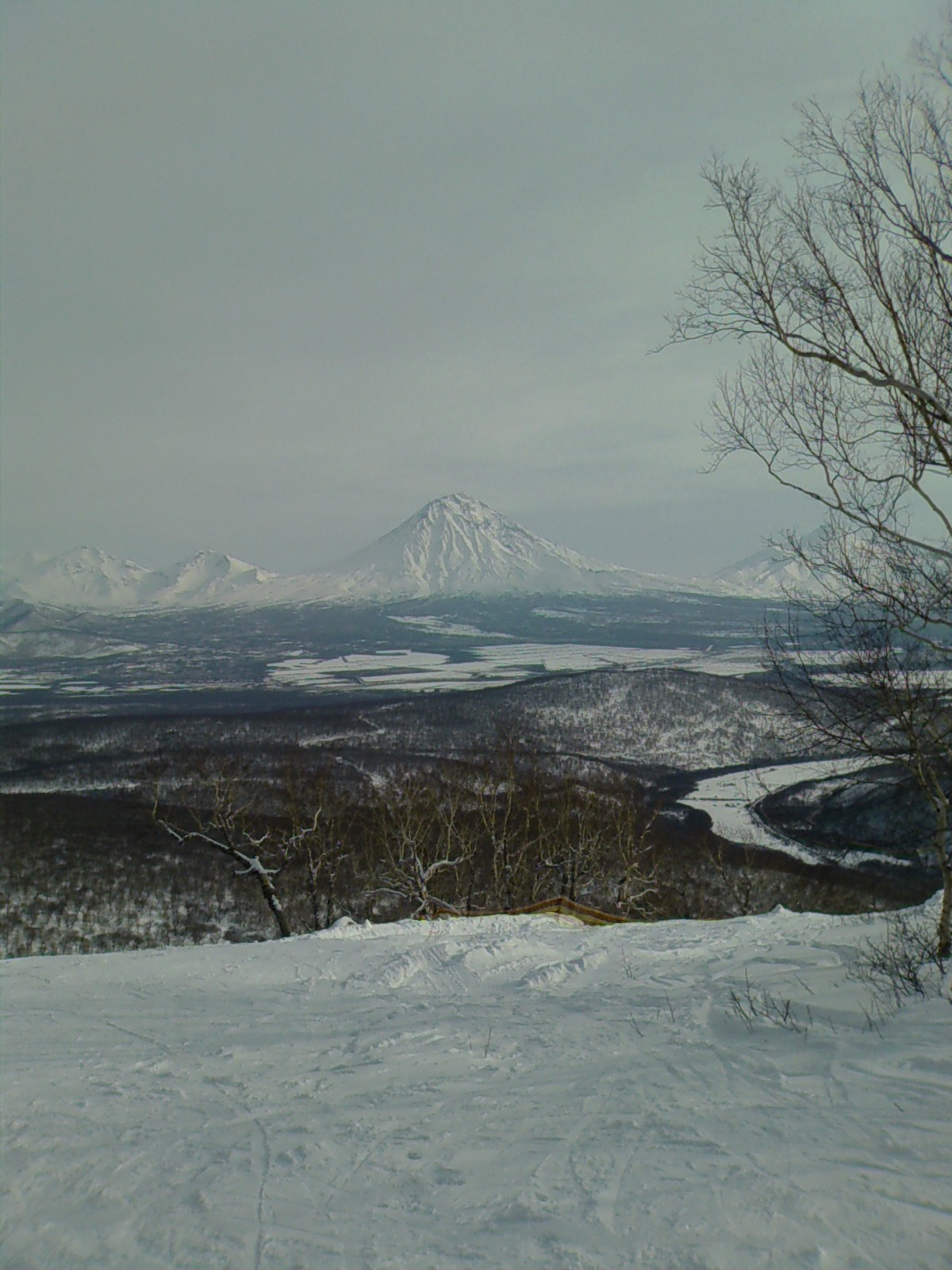
Корякская сопка с горы Морозной
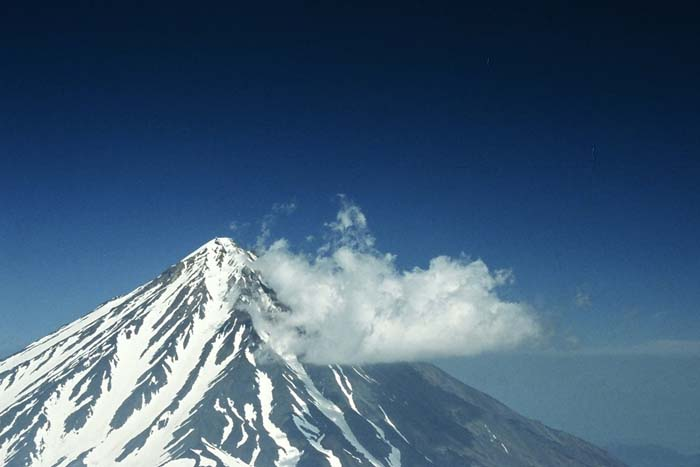
Вид с Авачинской сопки
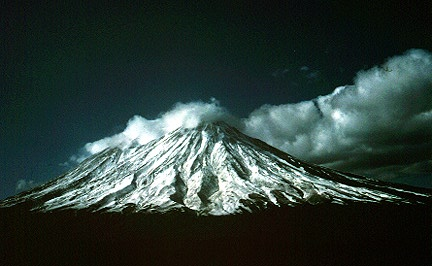
Облака над Корякской сопкой
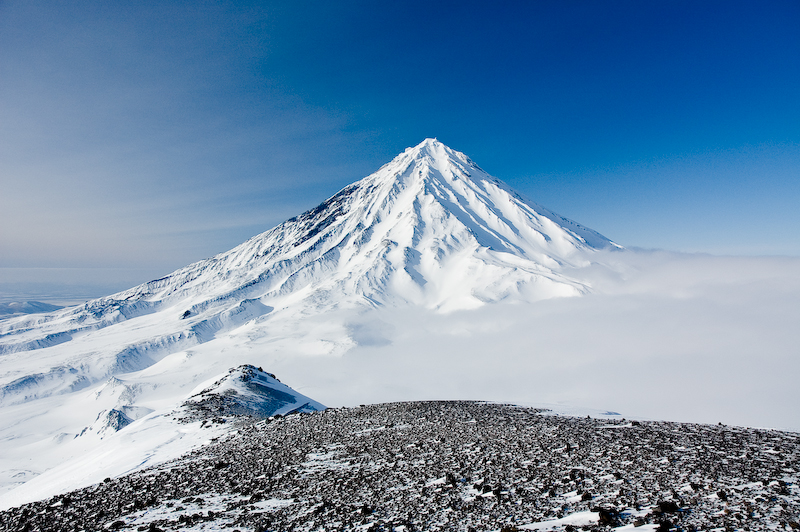
Вулкан в феврале 2008 года
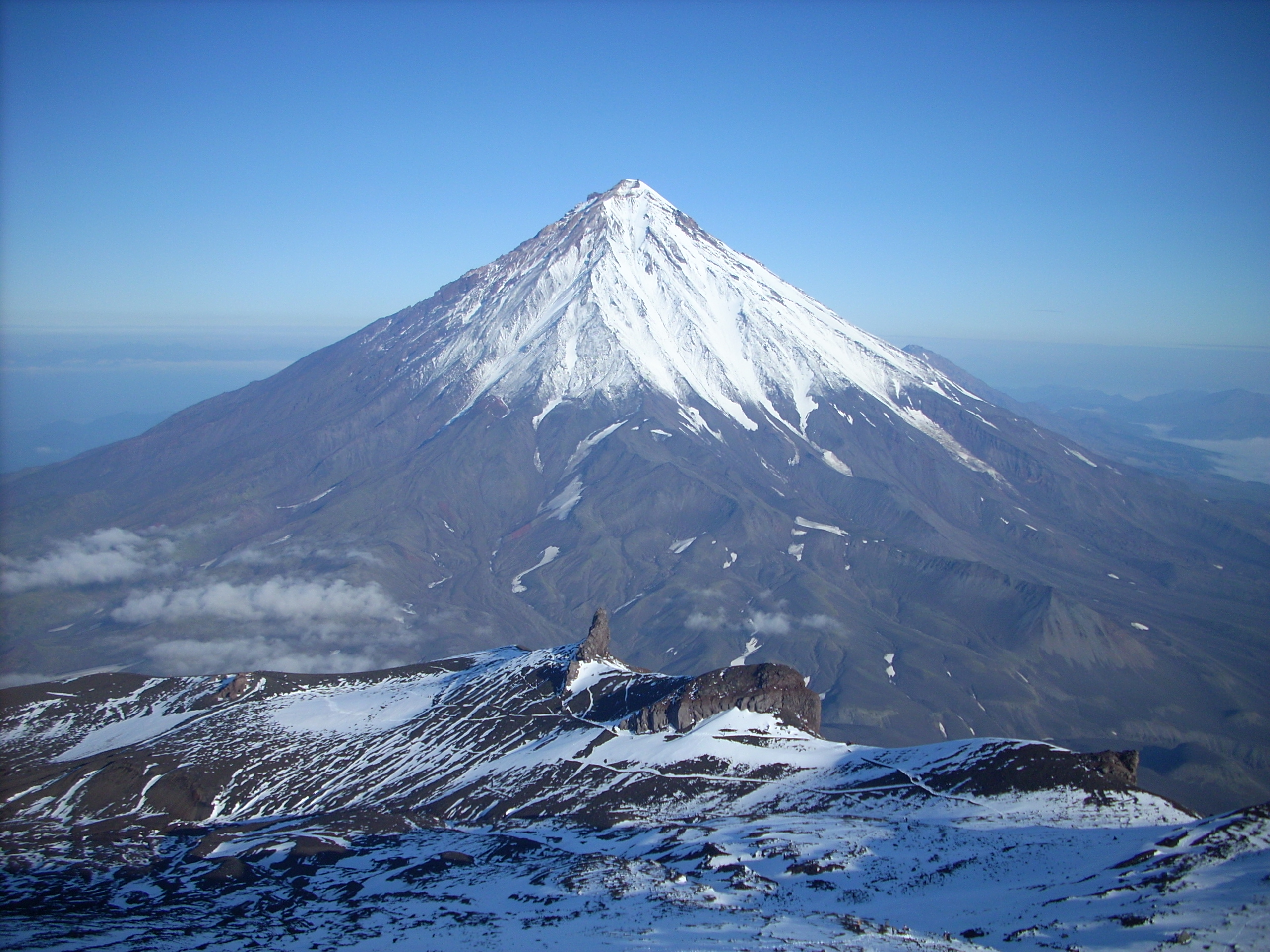
Вулкан летом 2008 года
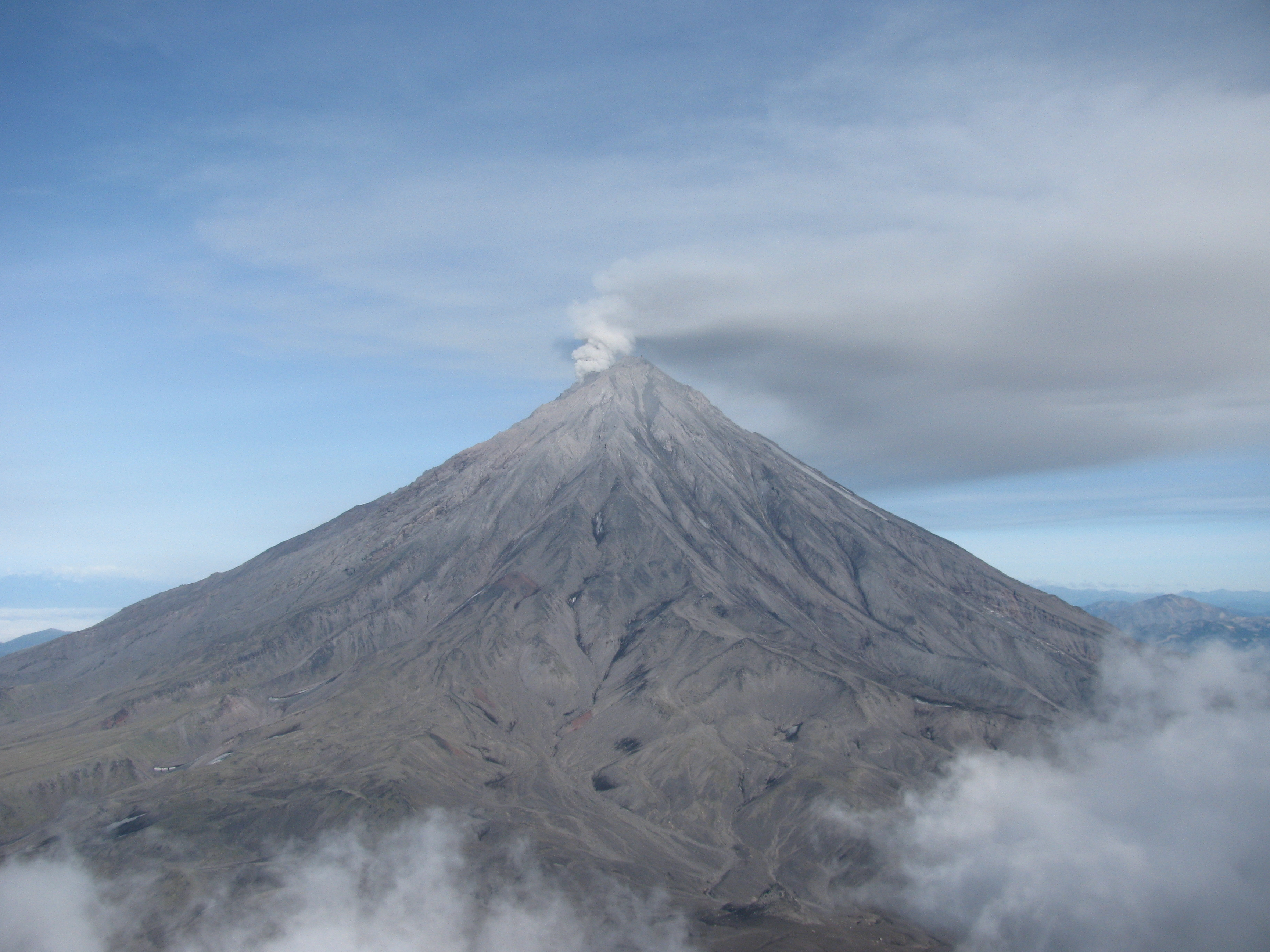
Лето 2009 года, вулкан активен
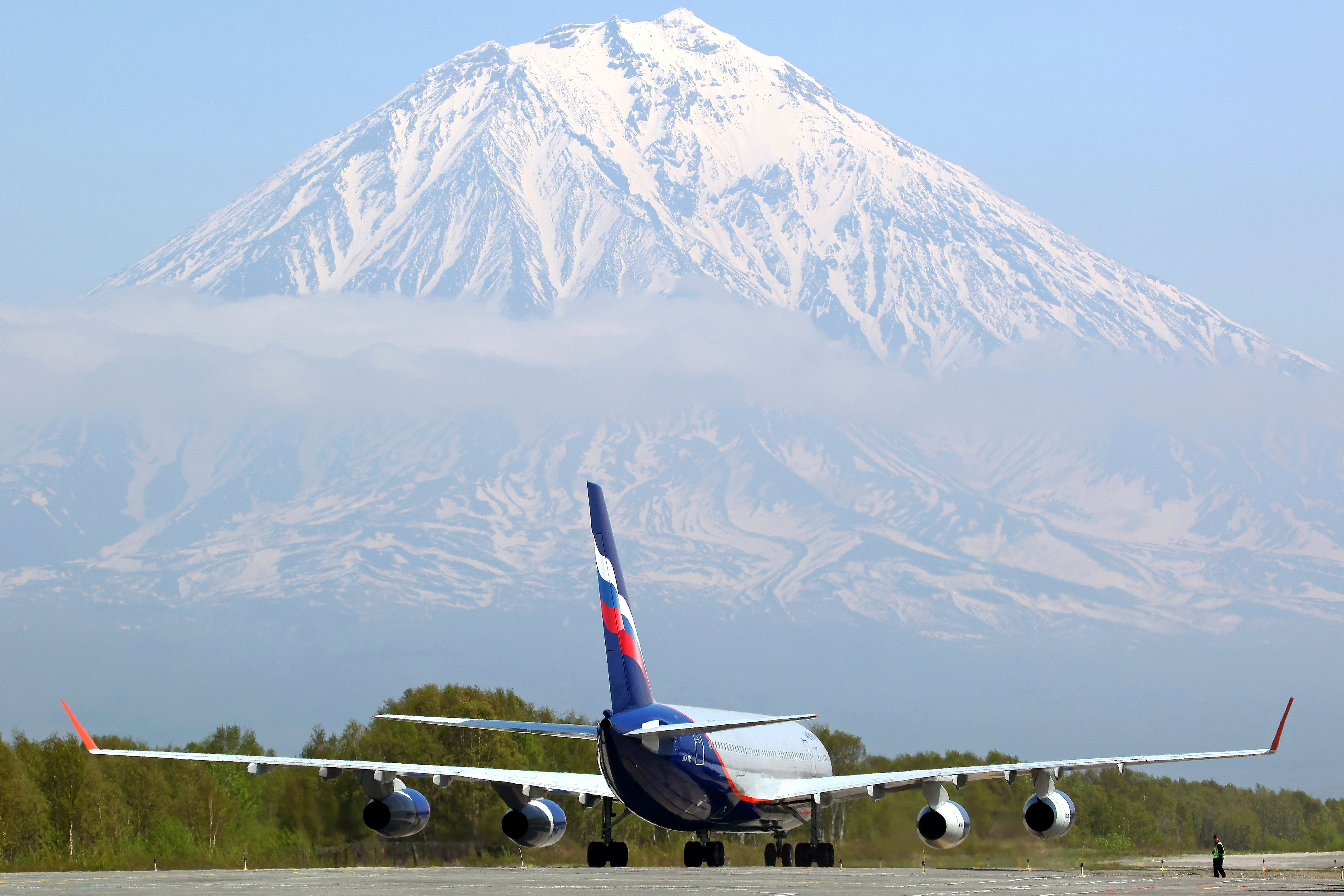
Вид на сопку из аэропорта Елизово, 2011 год
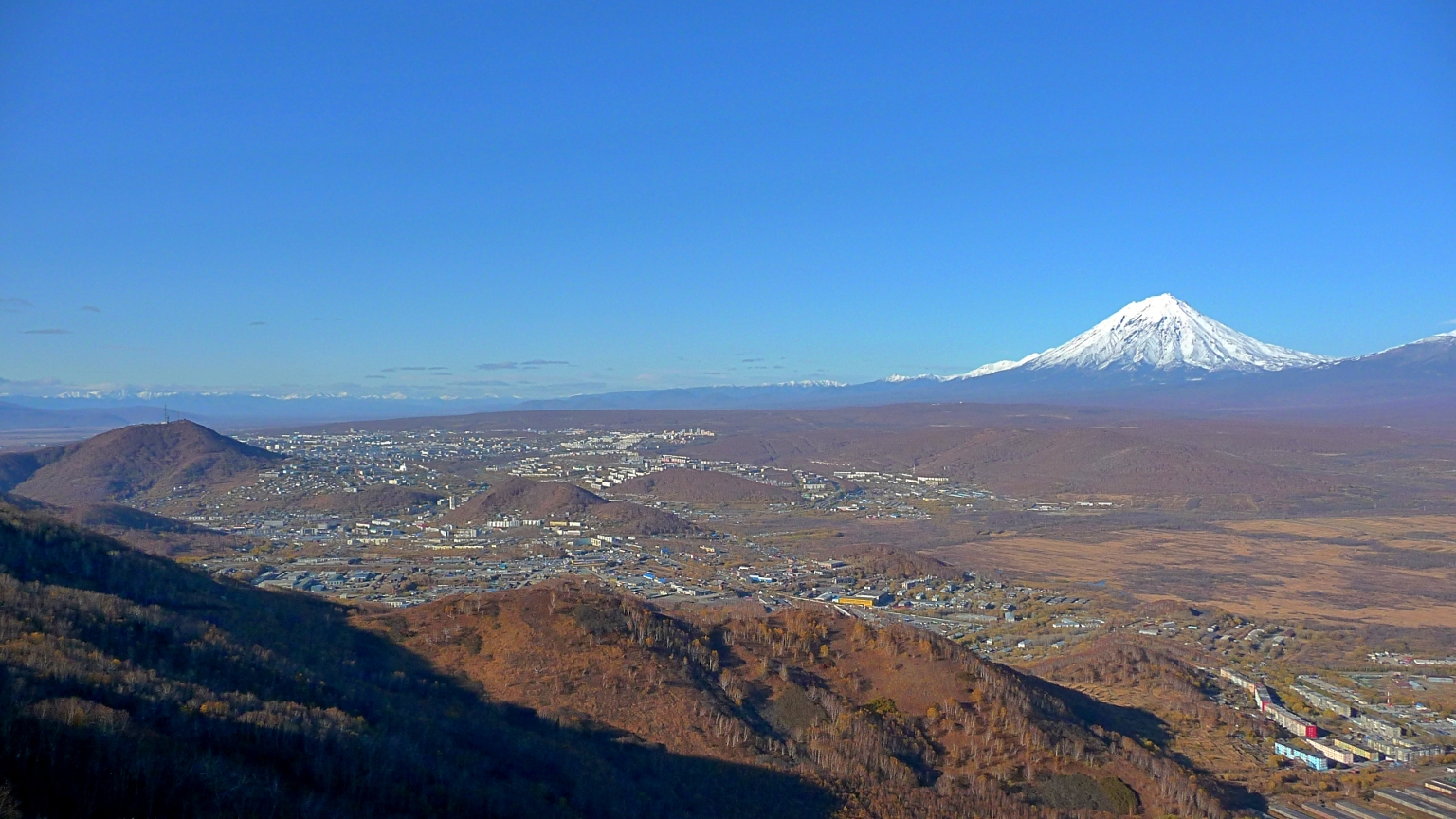
Исполин на горизонте
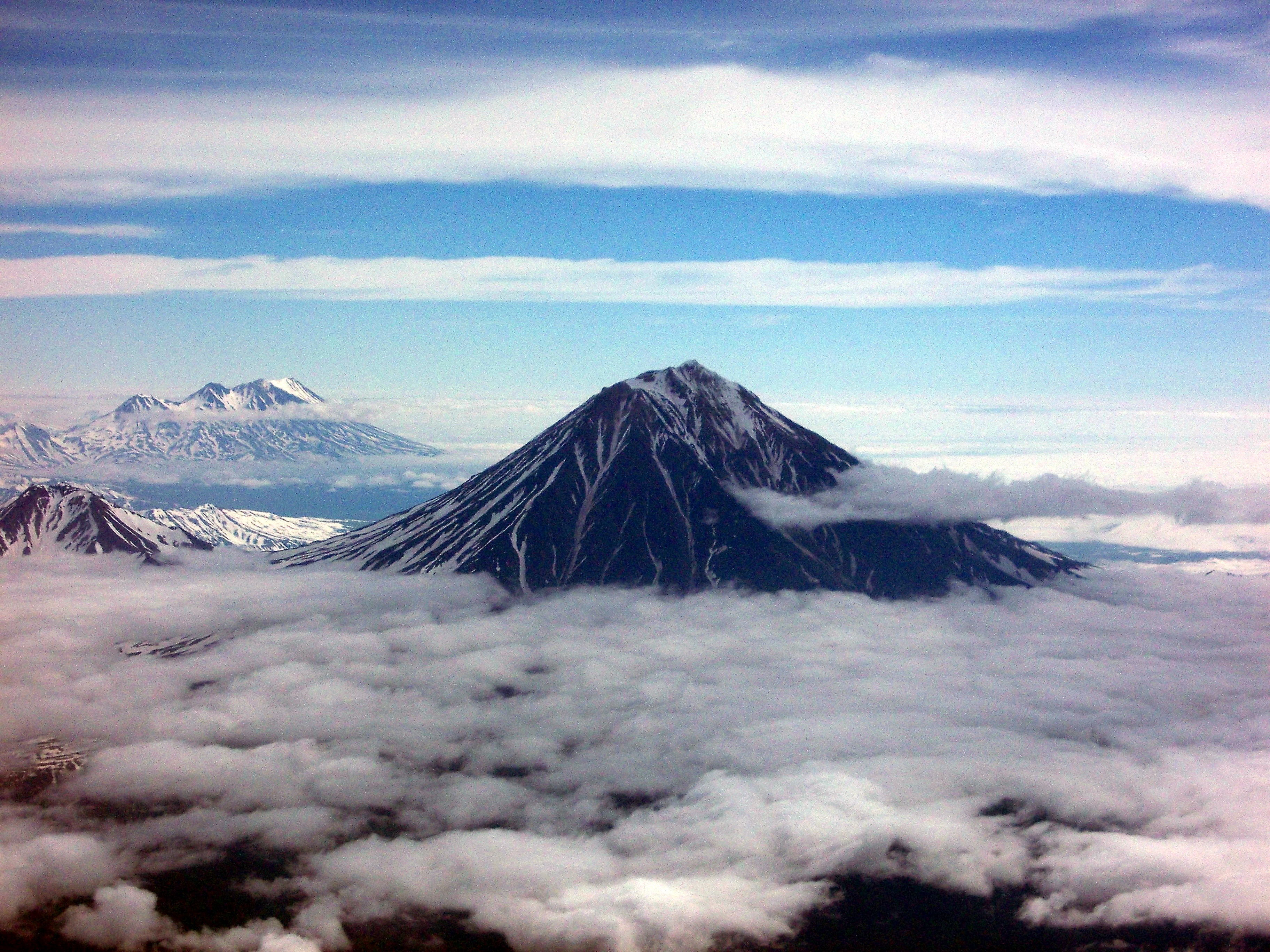
Вулкан в облаках
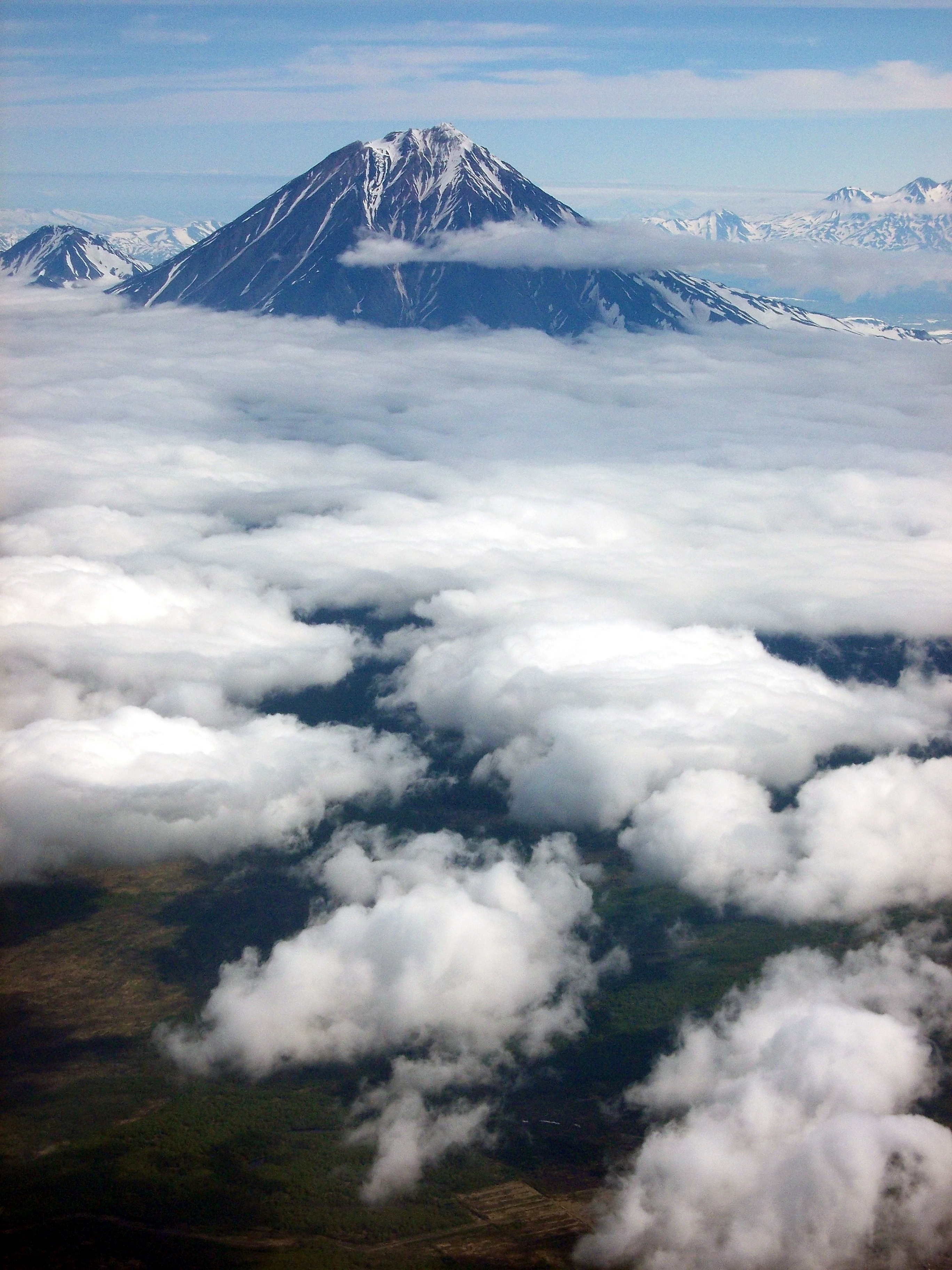
Корякская сопка
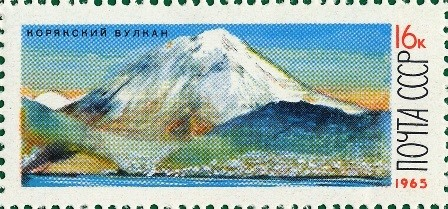
Почтовая марка СССР, 1965 год